# Cụm tập đoàn quân Sông Don
Cụm tập đoàn quân Sông Don (tiếng Đức: Heeresgruppe Don) là một cụm tập đoàn quân tồn tại trong thời gian ngắn của Lục quân Đức Quốc xã trong Thế chiến thứ hai.
Ngày 20 tháng 11 năm 1942, Hitler ra lệnh tổ chức lại chiến trường phía nam của Mặt trận phía Đông, cho rằng giữa các Cụm tập đoàn quân A và B ở ngã ba sông Don cần phải thành lập một cụm tập đoàn quân để đảm trách khu vực này. Theo đó, Cụm tập đoàn quân Sông Don được thành lập ngày 21 tháng 11 năm 1942, trên cơ sở bộ chỉ huy của Tập đoàn quân 11. Biên chế của nó gồm các bộ phận của Cụm tập đoàn quân B tại khu vực sông Don và xung quanh Stalingrad, cụ thể gồm Tập đoàn quân số 6 đang bị bao vây trong mặt trận Stalingrad, cùng một số đơn vị thuộc Tập đoàn quân thiết giáp số 4 và Tập đoàn quân số 3 Romania. Tư lệnh Cụm tập đoàn quân là Thống chế (Generalfeldmarschall) Erich von Manstein. Nhiệm vụ của Cụm tập đoàn quân là ngăn chặn các cuộc tấn công của Hồng quân (Chiến dịch Sao Thiên Vương) và giành lại các vị trí đã nắm giữ trước đó.
Theo Zhukov, kế hoạch của Manstein là dùng lực lượng của Cụm tập đoàn quân Sông Don đột kích vòng vây để giải cứu lực lượng của Đức đang bị bao vây tại Stalingrad, với hai mũi xung kích - tại Kotelnikovo và Tormosin. Tuy nhiên, trước áp lực của Hitler, Manstein buộc phải sớm thực hiện cuộc tấn công chỉ với một mũi đột kích từ Kotelnikovo bằng lực lượng chủ yếu của Tập đoàn quân thiết giáp số 4 và mong đợi cuộc đột kích phá vây của Tập đoàn quân 6 theo hướng đó (Chiến dịch Bão Mùa đông). Tuy nhiên, Tập đoàn quân 6 bị Hitler cấm không được rút khỏi Stalingrad trong khi cánh quân Hollidt không đủ sức xuyên thủng vòng vây của Hồng quân. Tồi tệ hơn, Hồng quân đẩy mạnh các cuộc tấn công ở phía Nam mặt trận, buộc Manstein phải chia quân ra hỗ trợ.
Để giúp Manstein có thể ổn định tình hình, Hitler đã cho rút Tập đoàn quân thiết giáp số 1 khỏi Kavkaz và biên chế cho Cụm tập đoàn quân Don vào tháng 1 năm 1943. Với lực lượng của Tập đoàn quân thiết giáp số 4 và các cụm quân Hollidt và Lanz, Kempf, Manstein sau đó đã ổn định được phần lớn mặt trận vào tháng 2 năm 1943. Tuy nhiên, nỗ lực giải vây cho Tập đoàn quân 6 đã "thất bại hoàn toàn". Đầu tháng 2, tàn quân của Tập đoàn quân 6 đã buông súng đầu hàng Hồng quân.
Ngày 12 tháng 2 năm 1943, Cụm tập đoàn quân Sông Don được sát nhập với Cụm tập đoàn quân B để tạo thành Cụm tập đoàn quân Nam mới.

## Biên chế
Tháng 12 năm 1942
- Cụm tác chiến Hollidt (Armeeabteilung Hollidt)
- Tập đoàn quân số 3 Rumani
- Tập đoàn quân số 6
- Tập đoàn quân thiết giáp số 4

Tháng 1 năm 1943
- Cụm tác chiến Hollidt
- Tập đoàn quân số 3 Rumani
- Tập đoàn quân số 6
- Tập đoàn quân thiết giáp số 4
- Tập đoàn quân thiết giáp số 1

Tháng 2 năm 1943
- Cụm tác chiến Hollidt
- Tập đoàn quân số 3 Rumani
- Tập đoàn quân thiết giáp số 4
- Tập đoàn quân thiết giáp số 1

## Chỉ huy

### Tư lệnh
| STT | Ảnh | Họ tên             | Thời gian sống | Thời gian tại nhiệm                  | Cấp bậc tại nhiệm | Ghi chú                                                                 |
| --- | --- | ------------------ | -------------- | ------------------------------------ | ----------------- | ----------------------------------------------------------------------- |
| 1   |     | Erich von Manstein | 1887-1973      | tháng 11 năm 1942 - tháng 2 năm 1943 | Thống chế (1940)  | Bị truy tố là tội phạm chiến tranh và bị giam giữ đến tháng 5 năm 1953. |

### Tham mưu trưởng
| STT | Ảnh | Họ tên           | Thời gian sống | Thời gian tại nhiệm                  | Cấp bậc tại nhiệm  | Ghi chú                                                          |
| --- | --- | ---------------- | -------------- | ------------------------------------ | ------------------ | ---------------------------------------------------------------- |
| 1   |     | Friedrich Schulz | 1897–1976      | tháng 11 năm 1942 - tháng 2 năm 1943 | Thiếu tướng (1942) | Thượng tướng Bộ binh (1944). Bị bắt và bị giam giữ đến năm 1946. |